# Colius leucocephalus
L'uccello topo testabianca (Colius leucocephalus Reichenow, 1879) è un uccello appartenente alla famiglia Coliidae, diffuso in Africa orientale.

## Distribuzione e habitat
L'uccello topo testabianca vive nella savana arbustiva arida. Questa specie si ritrova esclusivamente nella parte orientale dell'Africa e in particolare nella Somalia meridionale, nel Kenya centro-orientale e nell'estremità nord della Tanzania.

## Tassonomia
Questa specie è suddivisa in due sottospecie:
- Colius leucocephalus leucocephalus Reichenow, 1979 - sottospecie nominale;
- Colius leucocephalus turneri Van Someren, 1919 - sottospecie diffusa nel nord del Kenya.